# Bénédictionnaire de l'archevêque Robert
Le bénédictionnaire de l'archevêque Robert, également appelé pontifical de Winchester, est un manuscrit enluminé de la fin du Xe siècle. Il est conservé à la Bibliothèque municipale de Rouen sous la cote Y.007 ou 0369.
Il s'agit en réalité d'un pontifical plutôt que d'un bénédictionnaire. Produit dans le sud du royaume d'Angleterre, peut-être à Winchester, il présente des similitudes formelles avec le bénédictionnaire de saint Æthelwold. Il pourrait avoir été commandité par Æthelgar, archevêque de Cantorbéry de 988 à 990. Il se retrouve ultérieurement en Normandie, dans la bibliothèque du chapitre de la cathédrale de Rouen. Une note tardive apportée au manuscrit au XVIIe siècle indique qu'il s'agit d'un don de « l'archevêque Robert », d'où le titre qui lui est couramment donné, mais on ignore s'il s'agit de Robert de Jumièges, archevêque de Cantorbéry de 1051 à 1052, ou de Robert le Danois, archevêque de Rouen de 990 à 1037.
Son texte a été édité en 1903 par H. A. Wilson pour la Henry Bradshaw Society (en).